# Le Voyage du Beagle
Pour le voyage, voir Second voyage du Beagle.
Le Voyage du Beagle (The Voyage of the Beagle) est le titre le plus couramment donné au livre de Charles Darwin, publié en 1839 sous le titre Journal et Remarques (Journal and Remarks) et qui lui valut la célébrité ainsi que le respect de ses pairs.
Le titre se réfère à la seconde mission d'exploration du HMS Beagle sous le commandement du capitaine Robert FitzRoy. Le navire quitta le port de Plymouth le 27 décembre 1831. L'expédition prévue initialement pour deux ans en dura finalement presque cinq, le Beagle ne rentra en Angleterre que le 2 octobre 1836. Darwin passa la plupart de son temps hors du bateau, 3 ans et 3 mois à explorer les terres accostées, 18 mois en mer.
Le livre, également connu sous le nom Journal de recherche de Darwin (Darwin's Journal of Researches) est un mémoire de voyage, vivant et excitant, ainsi qu'un journal scientifique de terrain détaillé couvrant des domaines tels que la biologie, la géologie et l'anthropologie, démontrant la capacité d'observation de Darwin, et écrit à une époque où l'Europe de l'Ouest était en train de découvrir et d'explorer le reste du monde. Même si Darwin visita certains endroits à plusieurs reprises lors de son voyage, les chapitres du livre sont classés selon des références géographiques, et non chronologiques, dans un souci de clarté. Les idées que Darwin développera plus tard dans sa théorie de l'évolution par la sélection naturelle sont évoquées dans ses notes et dans le livre.

## Plan du livre

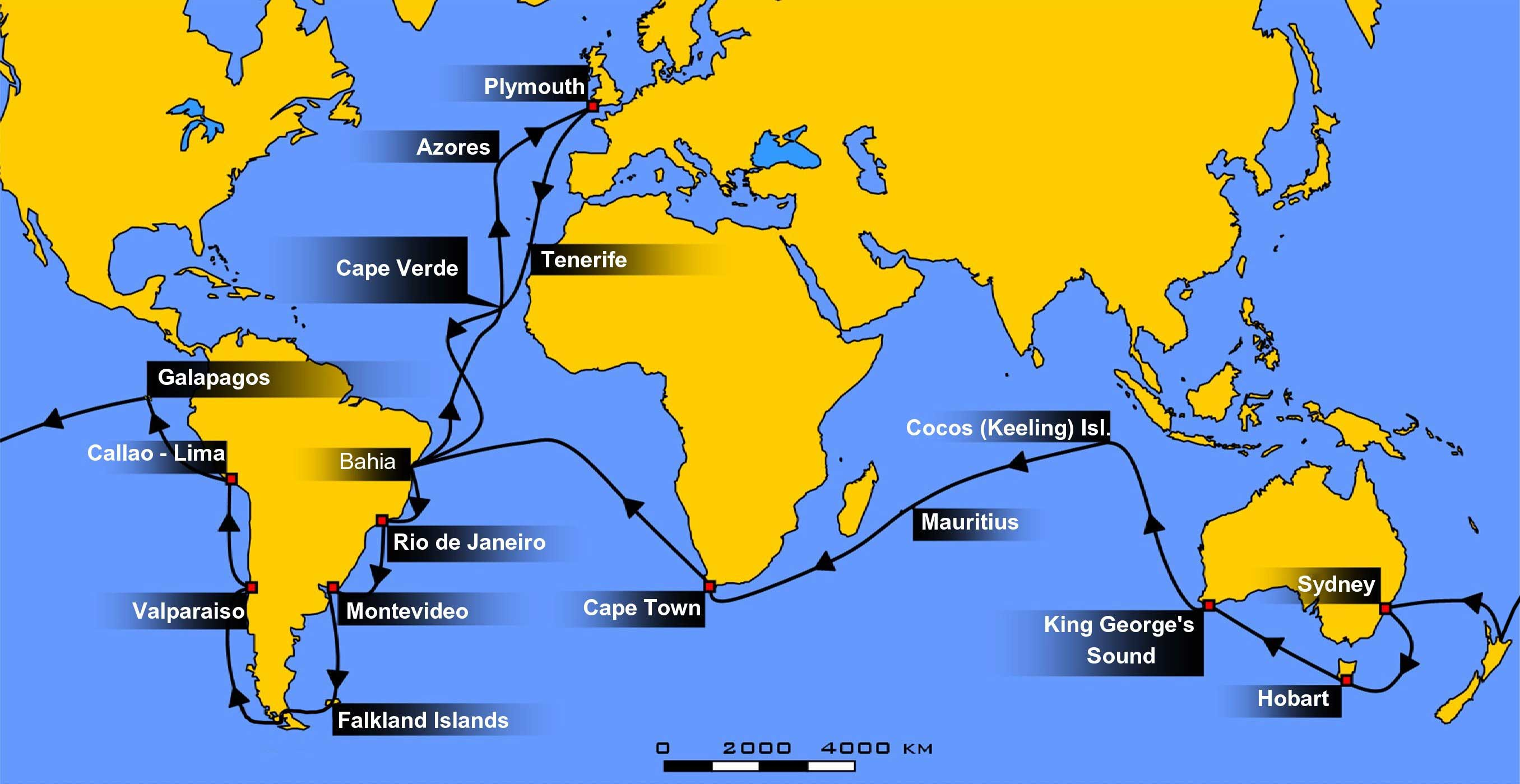
Carte retraçant les étapes du trajet du lors de son second voyage autour du monde, entre décembre 1831 et octobre 1836.

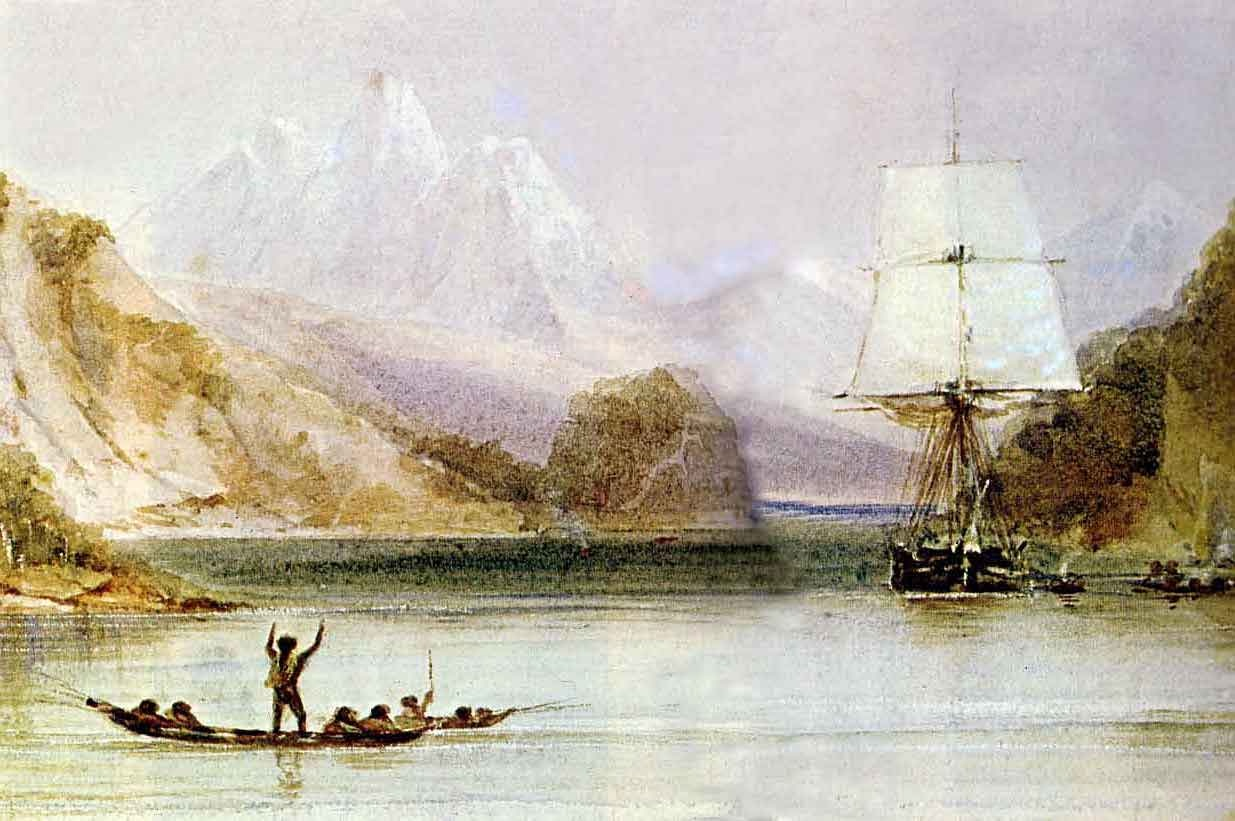
Le HMS Beagle salué par les indiens Fuégiens durant le voyage en Terre de Feu, peint par Conrad Martens, devenu l'artiste du navire en 1833.

Le livre est divisé en 21 chapitres, listant les lieux visités par Charles Darwin, dans un ordre sensiblement différent de la chronologie exacte :
- Préface originale, 1845
- Préface la réédition, 1860
- Préface du traducteur

1. Santiago – Cap-Vert
2. Rochers de Saint-Pierre et Saint-Paul
3. Rio de Janeiro
4. Maldonado (Uruguay)
5. Du Rio Negro jusqu'à Bahía Blanca (Argentine)
6. De Bahía Blanca à Buenos Aires
7. Buenos Aires (Argentine) et Santa Fe
8. Banda Oriental et la Patagonie
9. Santa Cruz, la Patagonie, et les îles Falkland
10. La Terre de Feu
11. Le Détroit de Magellan.
12. Le centre du Chili
13. Chiloe et Archipel de Chonos
14. Chiloe et Concepcion: description du grand séisme
15. Passage de la Cordillera
16. Le nord du Chili et le Pérou
17. Les Îles Galápagos
18. Tahiti et la Nouvelle-Zélande
19. Australie
20. îles Keeling : – Formations de Corail
21. Maurice jusqu'à l'Angleterre

## Éditions françaises
Une traduction originale par Edmond Barbier est éditée en 1875 par C. Reinwald et Cie, libraires-éditeurs à Paris sous le titre Voyage d'un naturaliste autour du monde / fait à bord du navire Le Beagle de 1831 à 1836, lire en ligne sur Gallica.
- Voyage d’un naturaliste autour du monde (Wikisource)

Les rééditions récentes sont :
- Librairie François Maspero, Paris, 1982, en deux tomes (chapitres 1 à 10 puis 11 à 21) ;
- Éditions La Découverte / Poche, Paris 2003, en un seul tome,  (ISBN 978-2-7071-5101-8).
- Charles Darwin, Journal de bord (Diary) du Beagle, trad. Marie-Thérèse Blanchon et Christiane Bernard sous la direction de P. Tort, coord. par M. Prum. Précédé de Patrick Tort, avec la collaboration de Claude Rouquette, « Un voilier nommé Désir ». Paris, Champion Classiques, 2012.

## Dans la fiction
Alfred Elton Van Vogt, auteur canadien de science-fiction, reprendra le titre de l'œuvre de Charles Darwin. Il le réutilisera pour son livre The Voyage of the Space Beagle, dans lequel il décrit l'évolution de la vie extra-terrestre au travers de différentes histoires qui s'entremêlent.
Dans l'album destiné à la jeunesse Le voyage de Darwin, Giacomo Scarpelli retrace l'expédition du Beagle du point de vue d'un jeune mousse.
Dans le film Master and Commander : De l'autre côté du monde de Peter Weir (2003) le personnage de Stephen Maturin, chirurgien du HMS Surprise, en escale aux îles Galápagos, s'y comporte en naturaliste précurseur de Darwin, et initie le cadet de marine Peter Calamy à l'histoire naturelle.

### Textes intégraux
- (en) The Voyage of the Beagle sur le Project Gutenberg

### Autres ressources
- (fr) Le voyage de Darwin autour du monde, site animé CNRS/sagascience
- « Beagle : une expédition qui a du chien », La Méthode scientifique, France Culture, 11 mars 2021.
- « Le Voyage du Beagle : suite et fin », La Méthode scientifique, France Culture, 3 juin 2021.
- (en) The Voyage of the Beagle and Darwin's explorations - Un site retraçant en détail le voyage de Darwin avec des cartes.
- (en) Bright Sparcs - The Journal of Syms Covington, Assistant to Charles Darwin Esq. on the Second Voyage of HMS Beagle